# Herluf Andersen
Herluf Juhl Andersen (* 25. Dezember 1931 in Asmild, Viborg; † 30. Januar 2013) war ein dänischer Bogenschütze.

## Karriere
Herluf Andersen gewann bei den Europameisterschaften 1968 mit der Mannschaft Bronze und bei den Weltmeisterschaften 1969 Mannschaftssilber. Zudem nahm er an den Olympischen Spielen 1972 in München teil und beendete den Einzel-Wettkampf auf Rang 13. Sein Heimatverein ist Lyngby Bueskyttelaug.